# Tlacuatzin sinaloae
El Tlacuatzin sinaloae, conocido también como Tlacuache ratón norteño, es una especie de mamífero de la familia Didelphidae que se encuentra desde Sinaloa hasta Colima en México. Fue descrito por primera vez por el zoólogo estadounidense Joel Asaph Allen en 1898.

## Características
Los ejemplares de esta especie presentan una longitud total de entre 20,5 y 24,2 centímetros, con una cola que varía entre 11,5 y 13 centímetros. Las patas traseras miden alrededor de 1,5 centímetros y las orejas entre 2,2 y 2,5 centímetros de altura. El pelaje dorsal es marrón grisáceo, mientras que el vientre presenta una coloración amarilla. La cola muestra un tono marrón en la base y se aclara hacia la punta. El cráneo del holotipo tiene una longitud de 3,1 centímetros y un ancho cigomático de 1,65 centímetros, en contraste con los 3,5 y 2 centímetros, respectivamente, de Tlacuatzin canescens.
En comparación con la rata tlacuache común (Tlacuatzin canescens), esta especie posee dientes proporcionalmente más pequeños. Aunque la coloración general es similar, el dorso tiende a ser más marrón que gris y el vientre es de un amarillo claro. Además, esta especie es de menor tamaño y tiene una complexión más delgada.